# Mihai Tararache
Mihai Tararache (Boekarest, 25 oktober 1977) is een Roemeens voormalig voetballer die speelde als middenvelder.

## Carrière
Tararache speelde in de jeugd van Dinamo Boekarest maar maakte zijn profdebuut voor Gloria Bistrița. Hij speelde er één seizoen en keerde terug naar Dinamo. Daar speelde hij tot in 1998 wanneer hij naar het Zwitserse Grasshopper vertrekt. Tussen 2004 en 2006 speelde hij voor FC Zürich en daarna nog voor het Duitse MSV Duisburg.
Hij speelde vier interlands voor Roemenië waarin hij niet kon scoren.

## Erelijst
- Gloria Bistrița
  - Roemeense voetbalbeker: 1994
- Grasshopper
  - Landskampioen: 2001, 2003
- FC Zürich
  - Landskampioen: 2006
  - Zwitserse voetbalbeker: 2005